# قصر الثقافة (الرياض)
قصر الثقافة أحد القصور الثقافية والفنية والاجتماعية في مدينة الرياض .

## الموقع
يقع قصر الثقافة في حي السفارات شمال مدينة الرياض عاصمة المملكة العربية السعودية .

## مكونات القصر
يشغل قصر الثقافة مساحة تقدر بحوالي 12,000 مترا مربع في المنطقة المركزية بحي السفارات، وتتألف مبانيه من دورين، ويحتوي القصر على قاعة احتفالات رئيسية تبلغ مساحتها حوالي 700 متر مربع وتتسع لنحو 330 مقعد، ويمكن تقسيمها إلى قسمين باستخدام حواجز عازلة للصوت، كما يوجد بجوار هذه القاعة ثلاث قاعات صغيرة تتراوح مساحتها من 50 متر مربع إلى 75 متر مربع، يمكن فتحها على القاعة الرئيسية لتصبح قاعة واحدة بسعة 500 مقعد .
ويضم القصر أيضا مسرح يتسع لنحو 634 مقعد، تم تصميمه وتجهيزه ليمكن استخدامه كقاعة للمؤتمرات والندوات والعروض السمعية والبصرية، كما يحوي القصر على ورش فنية وحرفية، يبلغ عددها عشرة معامل مساحة كل منها 50 متر مربع، خصصت لممارسة أعمال الخشب والبلاستيك والخزف والمعادن والرسم والنحت وغيرها، وإلى جانب ذلك توجد صالة لعرض الأفلام والشرائح، ومكتبة وصالة متعددة الأغراض، وصالة تمارين وصالات انتظار، واستراحة ومركز إسعافات أولية، وبعض الخدمات المساندة ومواقف للسيارات تحت الأرض.

## وصلات خارجية
- البوم صور قصر الثقافة
- موقع قصر الثقافة على الخريطة